# Загродський Андрій Олександрович
Андрій Олександрович Загродський (нар. 20 листопада (2 грудня) 1886, Зеленьків — 30 листопада 1948, Київ) — український філолог, кандидат педагогічних наук з 1946 року. Брат Олександра Загродського, генерала УНР.

## Біографія
Народився 20 листопада (2 грудня) 1886 року в селі Зеленькові (тепер Тальнівського району Черкаської області). Після закінчення в 1912 році Варшавського університету працював учителем російської словесності в одній з київських гімназій.
За радянської влади зосередився на організації народної освіти та викладанні української і російської мов на робітфаках, педагогічних курсах. З 1923 року викладав українську мову у вишах Києва, в тому числі в університеті. З лютого 1926 входить до секції ділової мови, яка діяла при Інституті української наукової мови. З 1938 працював доцентом кафедри української мови Київського університету ім. Т. Шевченка.
З 1944 року — старший науковий співробітник, завідувач сектора методики мови Українського НДІ педагогіки (Київ).
Помер 30 листопада 1948 року. Похований в Києві на Лук'янівському цвинтарі (ділянка № 20, ряд 15, місце 20).

## Наукова діяльність
Створив перші стабільні підручники з української мови, за якими навчалося багато поколінь школярів, — «Граматику української мови, ч. 1 (Фонетика і морфологія)» (1938, 17-е вид. — 1956) та «Граматику української мови, ч. 2 (Синтаксис)» (1946). [Архівовано 27 вересня 2020 у Wayback Machine.]
Тематика наукових досліджень 3агродського охоплює головним чином формування орфографічних навичок, підвищення правописної грамотності, розвитку мовлення учнів. Деякі роботи:
- Вироблення орфографічних навичок в учнів, Київ 1945

- Дещо про культуру мови учня, “Радянська освіта”, 1946

- До запровадження в школах нового правопису, 1947

- Про засоби з підвищення орфографічної успішності з української мови, 1948